# Skuhari, Cernihiv
Skuhari (în ucraineană Скугарі) este un sat în comuna Plohiv din raionul Cernihiv, regiunea Cernihiv, Ucraina.

## Demografie
Componența lingvistică a localității Skuhari
     Ucraineană (95,21%)
     Rusă (2,13%)
Conform recensământului din 2001, majoritatea populației localității Skuhari era vorbitoare de ucraineană (95,21%), existând în minoritate și vorbitori de armeană (2,66%) și rusă (2,13%).